# نیروگاه برق آبی تین
نیروگاه برق آبی تین (به لاتین: Tyin Hydroelectric Power Station) یک نیروگاه برقابی در نروژ است که در Årdal واقع شده‌است.